# Athetis radama
Athetis radama är en fjärilsart som beskrevs av Pierre E.L. Viette 1961. Athetis radama ingår i släktet Athetis och familjen nattflyn. Inga underarter finns listade i Catalogue of Life.